# Kunstbunkers bij Heemskerk
De twee Kunstbunkers bij Heemskerk waren een kunstdepotcomplex aan de Achterweg bij Heemskerk waar in de Tweede Wereldoorlog Nederlandse kunstschatten werden opgeslagen. De bomvrije bunkers zijn een rijksmonument.

## Bouw
De bomvrije bunkers liggen niet ver van elkaar, op ongeveer honderd meter ten westen van de Achterweg. De bouw geschiedde naar ontwerp van Jan Emmen, hoofdingenieur bij de Rijksgebouwendienst. Met de bouw werd begonnen in april 1940, tegelijk met de bunker in Zandvoort. Op 1 mei 1941 was de bouw voltooid. In de duinen moest men circa 65.000 kuub zand uitgraven. Nadat het zand uiteindelijk was teruggestort ontstond een dekking van 12 meter dikte. Deze was oorspronkelijk begroeid met helmgras maar is tegenwoordig bebost, net als de omgeving.
De 80 cm dikke wanden van de schuilplaats zijn gemaakt van zwaar gewapend beton. Het dak is 1,25 m. dik. In de bunkers werden de collecties van grote musea opgeslagen. Noordoostelijk van de bunkers stond een houten wachtpost.
De gang na de plaatstalen toegangsdeur voert naar een zware 17 cm dikke stalen kluisdeur. Hierachter ligt de voorhal met haaks daarop rechthoekige kluizen van zeven bij negen meter. Door de haaks op elkaar staande toegangstunnels kon de drukgolf van een eventuele bominslag beter worden opgevangen. De luchtontvochtigingsinstallatie in de voorhal staat achter een 2 mm dikke stalen deur. De vochtige lucht wordt vanaf de motorkamer afgevoerd naar ventilatieopeningen boven de toegangsdeur tot de bunker.

## Ontruiming
De Nederlandse staat kreeg aan het einde van 1941 de opdracht van de Duitse bezetter deze bunkers te ontruimen vanwege de aanleg van de Duitse Atlantikwall. In samenwerking met de Duitsers werd daarop besloten om een nieuwe kunstbunker te bouwen in de staatsbossen bij Paasloo; de Kunstbunker van Paasloo.

## Na de oorlog
In de jaren zestig zijn de luchtverversingsinstallaties gemoderniseerd. Tijdens een renovatie van het Rijksmuseum werd de bunker gebruikt om kunst op te slaan. Ook de Bescherming Bevolking heeft er een tijdlang goederen opgeborgen. Nadien werden de bunkers gebruikt als bergplaats van het Nederlands Filmmuseum.
Castricum · 
Heemskerk · 
Kröller-Müller · 
Mauritshuis · 
Noordwijk · 
Paasloo · 
Sint-Pietersberg · 
Zandvoort